# Kōbun

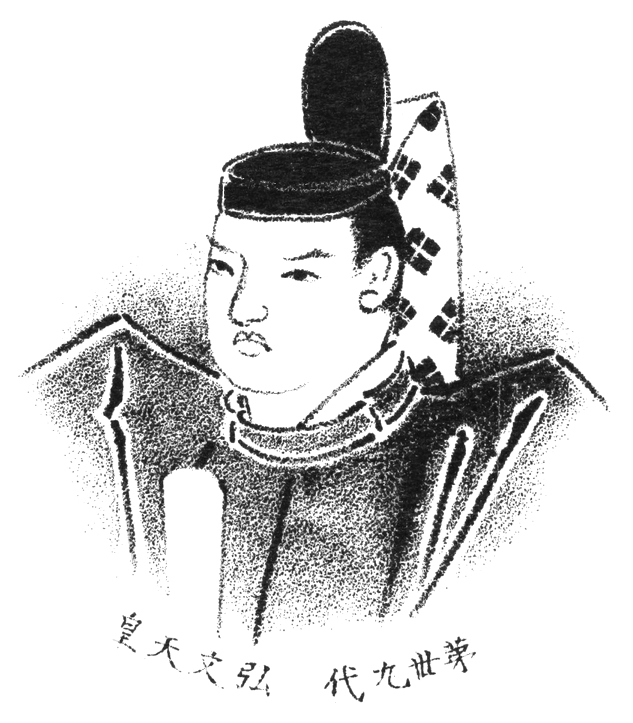

Kōbun, född 648, död 672, var kejsare av Japan mellan 671 och 672.